# Dictyanthus tuberosus
Dictyanthus tuberosus är en oleanderväxtart som beskrevs av Robins.. Dictyanthus tuberosus ingår i släktet Dictyanthus och familjen oleanderväxter. Inga underarter finns listade i Catalogue of Life.